# Chinatown (stacja metra w Los Angeles)
Chinatown to nadziemna stacja złotej linii metra w Los Angeles, znajdująca się nad ulicą North Spring Street w dzielnicy Chinatown. Wygląd stacji nawiązuje do tradycyjnej architektury chińskiej. W podłogę stacji wkomponowana jest rzeźba The Wheels of Change.
Stacja techniczno – postojowa Division 21 Yard (Los Angeles River Yard) mieści się pomiędzy stacjami Chinatown i Lincoln Heights/Cypress Park.

## Godziny kursowania
Tramwaje złotej linii kursują codziennie w godzinach od 5:00 do 0:45

## Połączenia autobusowe
- Metro Local: 45, 76, 81, 83, 84, 90, 91, 94, 96
- Metro Rapid: 794
- LADOT Commuter Express: 409, 413, 419
- LADOT DASH: B, DD (tylko w dni robocze), Lincoln Heghts/Chinatown

## Atrakcje turystyczne

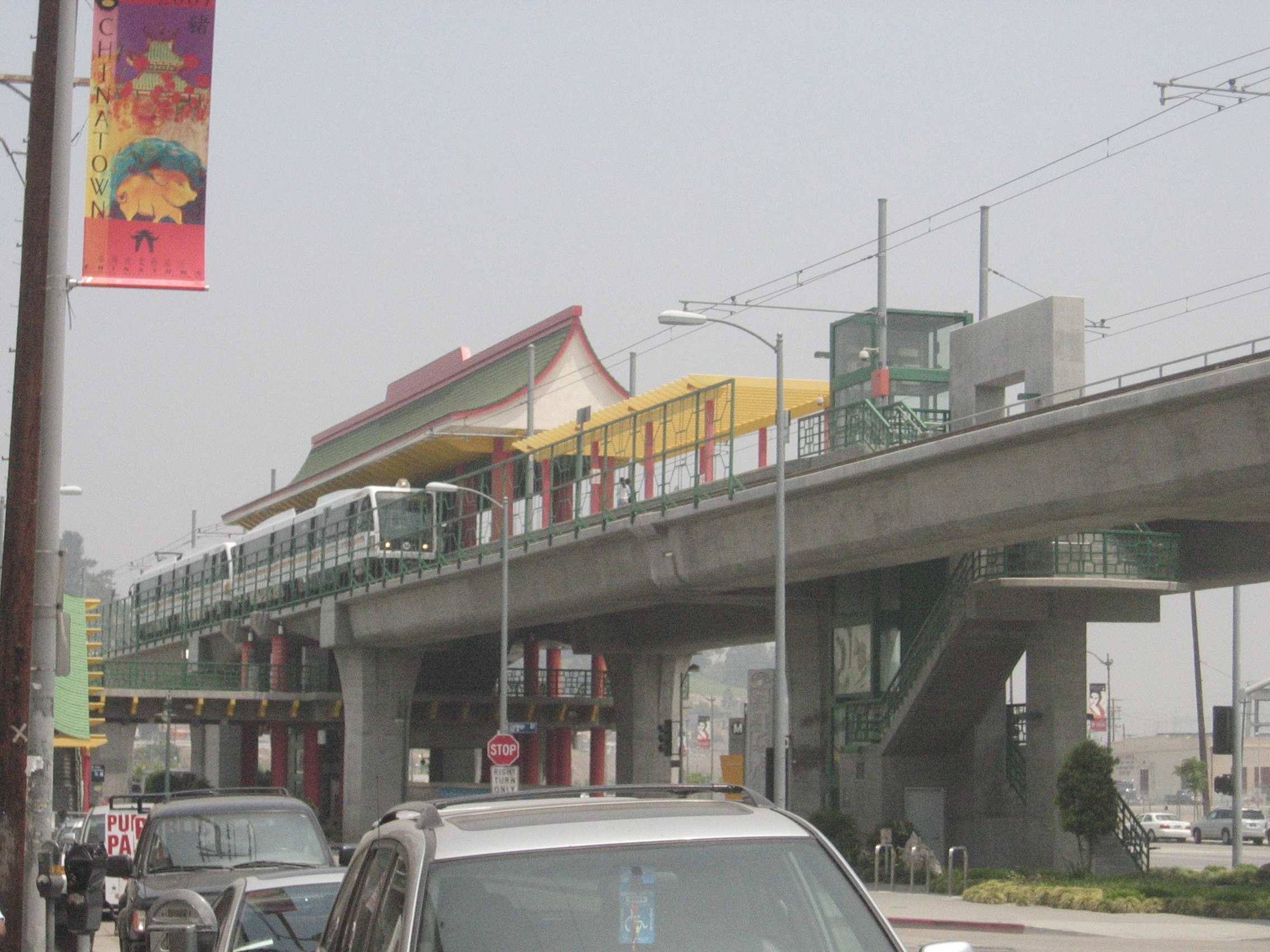
Widok na stację z ulicy

W pobliżu znajdują się:
- Old Chinatown
- Chinatown Jewelry Mart
- Dynasty Shopping Center
- Dodger Stadium
- Thien Hau Temple